# Emilsen Manyoma
Emilsen Manyoma   (1985 - gener 2017) va ser una activista afro-colombiana coneguda per defensar els drets humans a la regió de Buenaventura, a l'oest de Colòmbia. Emilsen Manyoma i el seu marit, Joe Javier Rodallega van ser assassinats al gener del 2017.

## Activisme

### Lluita pels drets humans
Emilsen Manyoma va tenir un paper molt important en la lluita pels drets humans. Des de 2005 fins a la seva mort, va estar sempre activa en un primer pla a la regió de Bajo Calima. Als 31 anys, va esdevenir la cap de l'organització Conpaz (Comunidades Construyendo Paz en los Territorios). Aquest grup va néixer a iniciativa de la comunitats locals originàries de regions on es barregen conflictes armats amb interessos privats d'empreses nacionals i multinacionals.

#### Defensa dels Afro-colombians
A partir de la xarxa Conpaz, formada per famílies d'origen africà, indígena o mestissa, Emilsen Mayoma reivindicava el dret a la veritat i el deure de la memòria. Amb l'ajuda de la Comissió d'Ètica i el recolzament de la Comissió de la Justícia i de la Pau, Emilsen Manyoma i Conpaz van presentar un proposta de Comissió de la Veritat colombiana per tal de solucionar els conflictes entre la mateixa societat colombiana.

#### Defensa dels desplaçats
Per fer front als desplaçaments de població, Emilsen Manyoma va sostenir la construcció de l'espai humanitari Puente Nayero. Aquest espai, creat el 13 d'abril de 2014 al barri de Playita a Buenaventura, permet donar un sostre als desplaçats del poble de Santa Rosa. L'objectiu d'aquest projecte consistia també en crear un espai urbanitzat on els grups armats tinguessin prohibida l'entrada.

### Lluita per la pau
Mitjançant els seus diferents projectes, Emilsen Manyoma s'oposava tant als interessos de les grans empreses mineres i agroalimentàries com als grups paramilitars colombians. Al 2005, quan la pau no estava encara establerta, ella ja denunciava el control dels paramilitars i dels narcotraficants sobre la població i més particularment en el barri El Calima de Buenaventura.
El port de Buenaventura i la seva perifèria són una de les regions més pobres de Colòmbia. L'atur es troba al voltant del 62% de la població i la misèria afecta a més d'un 9%. La presència de les FARC, grups paramilitars i narcotraficants, és particularment elevada en aquesta zona portuària. Emilsen Manyoma tenia un gran interès en l'educació dels més joves en aquestes regions de Colòmbia.

## Assassinat
El gener de 2017. Emilsen Manyoma va ser assassinada juntament amb la seva parella Joe Javier Rodallega. Segons la investigació judicial la parella va ser atacada amb arma blanca després d'haver pujat en un taxi per la força. Les autoritats van trobar els seus dos cossos en descomposició al llarg d'una via de tren de Buenaventura, el 17 de gener de 2017.
En els dies posteriors a l'assassinat, les FARC van publicar un comunicat per afirmar que l'autor de les assassinats va ser Camilo Robledo (nom de guerra de Marco Antonio Manyoma Ocampo), el germà d'Emilsen. Marco Antonio li recriminava a la seva germana la seva acció militant i de resistència cap als grups armats de la regió.
La principal raó de l'assassinat d'Emilsen és descrita degut a la seva implicació contra els interessos de les grans empreses i dels grups paramilitars. Emilsen Manyoma va ser una fervent opositora contra els grups paramilitars d'extrema dreta, les grans empreses mineres i agroalimentàries així com contra els narcotraficants. El seu assassinat forma part d'una llarga sèrie de desaparicions colombianes. Entre 2011 i 2016, sota la presidència de Juan Manuel Santos, almenys 534 activistes van ser assassinats. Malgrat el procés de pau amb les FARC començat el setembre de 2012, la desaparició de 85 defensors dels drets humans l'any 2016, fa d'aquest últim l'any més mortífer.